# アルフレード (競走馬)
アルフレード（欧字名:Alfredo、2009年4月11日 - ）は、日本の競走馬、総合馬術競技馬。
2011年の朝日杯フューチュリティステークス（GI）優勝馬、JRA賞最優秀2歳牡馬である。

## 経歴

### デビューまで

#### 誕生までの経緯
プリンセスカメリアは、2001年に北海道早来町のノーザンファームで生産されたサンデーサイレンス産駒の牝馬である。母は、サクラユタカオーとサクラハゴロモを両親に持つ、つまり1993年から94年にかけてスプリンターズステークスを連覇したサクラバクシンオーの全妹であるラトラヴィアータだった。美浦トレーニングセンターの高橋裕厩舎から、2003年にデビューし、初戦はダンスインザムードに敗れたが、3戦目でキョウワハピネスに先着して初勝利。この後は連敗し8戦1勝という競走成績を刻んだ。
引退後は、生まれ故郷のノーザンファームで繁殖牝馬となった。供用初年度である2007年は、ファルブラヴと交配し、翌2008年に初仔となる牡馬を出産。続く2年目の交配では、初めホワイトマズルが相手だったが受胎しなかった。代わってシンボリクリスエスと交配し、受胎を果たした。そして2009年4月11日、北海道安平町のノーザンファームにて2番仔となる鹿毛の牡馬（後のアルフレード）が誕生する。

#### 幼駒時代
大きな馬体の持ち主だった2番仔は、ノーザンファーム空港で育成が施された。ノーザンファームに関連するクラブ法人キャロットファームの所有で競走馬となった。当歳の秋か冬の頃、ノーザンファームは、美浦トレーニングセンター所属の調教師である手塚貴久に管理を託していた。これまでシンボリクリスエス産駒を多数こなしてきた手塚は、2番仔を一目見て、シンボリクリスエスに似ているという印象を持ったという。産駒は、優れたパワーを受け継ぎがちでダートでの活躍は多かった。しかしこの2番仔は十分なスピードも備わっていた。このことから手塚は、芝での活躍を期待していた。

キャロットファームの勝負服

2番仔は競走馬になるにあたり、キャロットファームが出資する組合のキャロットクラブにて全400口の一口6万円、総額2400万円で出資会員募集がなされた。そして2番仔は、「アルフレード」という競走馬名が与えられた。ジュゼッペ・ヴェルディのオペラ『椿姫』より名付けられた母「プリンセスカメリア」から、その主人公ヴィオレッタの恋人である青年貴族の名前が「アルフレード」だった。アルフレードは、美浦の手塚厩舎に入厩。厩舎では、1989年の新潟記念（GIII）をハーディゴッドで優勝した過去のある滝口政司が厩務員を担当した。

### 競走馬時代

#### 2歳（2011年）
9月25日、中山競馬場の新馬戦（芝1600メートル）で松岡正海とともにデビュー、1番人気に支持された。スタートから中団を追走した後、直線で大外から進出しすべて差し切り優勝。初出走初勝利を果たした。続いて10月29日、新潟競馬場のきんもくせい特別（500万円以下）に吉田隼人と臨み、1番人気で参戦した。スタートから中団6番手を確保、先行勢が有利となるスローペースを追走した後に末脚を発揮した。追い上げて先行勢を差し切り、不利を覆して優勝、2連勝を果たした。
この後は、ノーザンファーム天栄での短期放牧がなされ、暮れの何か一戦に出走することが検討された。陣営は、これまでの2戦からマイルよりも長い距離に適性があると捉えていた。そのため2000メートルで行われるホープフルステークス（OP）への出走が予定されていた。しかし天栄滞在中のアルフレードが好状態にあることを聞いた手塚が、同時期に行われる2歳牡馬のためのGI競走である朝日杯フューチュリティステークス挑戦をオーナーサイドに提案していた。

その提案が受け入れられて12月18日、朝日杯フューチュリティステークス（GI）で重賞初見参となる。松岡が秋に落馬して骨折したため、短期免許で参戦中のクレイグ・ウィリアムズと新コンビを結成した。乗り替わったウィリアムズは、デビュー戦で騎乗した松岡から情報を得たり、レースVTRを振り返ってアルフレードについて勉強したうえで臨んでいた。デイリー杯2歳ステークス優勝のクラレント、同2着で同じキャロットのダローネガ、札幌2歳ステークス3着のマイネルロブスト、京王杯2歳ステークス2着のサドンストームなどが立ちはだかる16頭立てとなる中、アルフレードはメンバー中唯一の無敗馬として参戦し、単勝オッズ3.1倍の1番人気に推されていた。内枠有利外枠不利の傾向にある中山芝マイルだったが、アルフレードは有利な内枠、2枠3番を得ていた。
内枠から好スタートを切って先行し、ハクサンムーンが先導する流れに乗って好位の内側を確保。ハクサンムーンが前半の1000メートルを57.8秒で通過するハイペースを追走した。好位を守って3番手で最終コーナーを通過、手応え十分のまま直線に向き、垂れるハクサンムーンを内側からかわして先頭を奪取した。背後にはマイネルロブストやトウケイヘイロー、外からレオアクティブが進出していたが、それらを突き放して独走態勢に突入。後方に2馬身差をつけて決勝線に到達した。

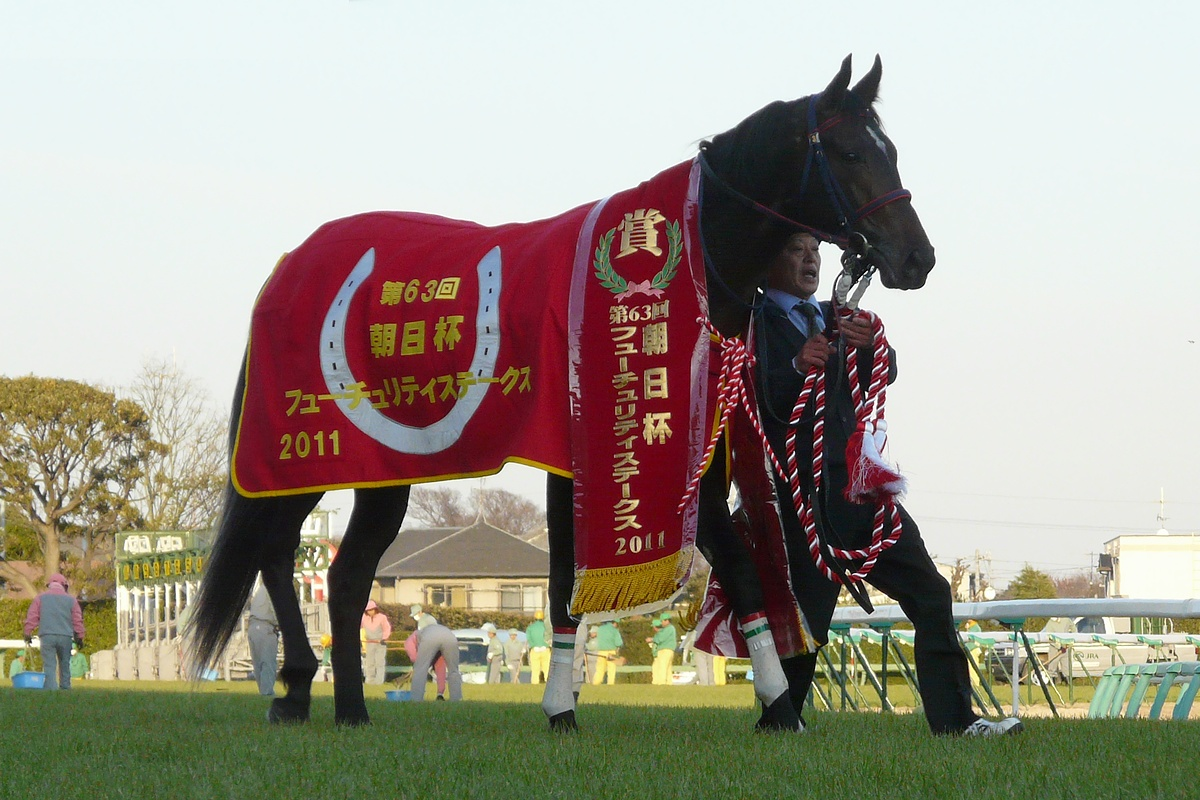
優勝レイと優勝馬服を着用するアルフレード

3連勝でGI戴冠を成し遂げた。2009年ローズキングダム以来2年ぶり10頭目となる無敗での朝日杯優勝、1993年ナリタブライアン以来となるきんもくせい特別優勝後の朝日杯優勝だった。また走破タイム1分33秒4は、2004年マイネルレコルトに並ぶレースレコードタイだった。それから巨漢のアルフレードの当日の馬体重は「524キログラム」であり、1989年アイネスフウジンや2007年ゴスホークケンの「518キログラム」を上回り、レース史上最重量だった。また手塚は、開業13年目でJRAGI初優勝。シンボリクリスエス産駒は、2009年サクセスブロッケンが優勝したフェブラリーステークス以来のJRAGI2勝目で、初めて芝のGI優勝を果たしていた。
朝日杯フューチュリティステークスを優勝したことで半ば当然のように、この年のJRA賞最優秀2歳牡馬を受賞した。ラジオNIKKEI杯2歳ステークス優勝のアダムスピーク、東京スポーツ杯2歳ステークス優勝のディープブリランテ、全日本2歳優駿優勝のオーブルチェフを数票に留め、全285票中279票を獲得して選出されていた。

#### 3-7歳（2012-16年）
3歳、クラシックシーズンを迎えた2012年は、まず第1戦の皐月賞を目指し、そのトライアル競走であるスプリングステークス（GII）で始動した。松岡が舞い戻り、ディープブリランテに譲る2番人気での参戦だった。初めて道悪、重馬場となる中、スタートから先行、しかし馬場に脚を取られて失速して後退した。優勝したグランデッツァに大きく後れを取る12着、初めて敗北を喫していた。前哨戦での道悪走行と大敗により、アルフレードは激しく消耗したため、皐月賞参戦は見送りとなった。

代わって東京競馬場で行われるNHKマイルカップ参戦を選択した。5月6日、仕切り直しのNHKマイルカップ（GI）では、再び短期免許で参戦中のウィリアムズが舞い戻り、コンビ再結成が実現した。4戦3勝大敗1回のアルフレードは、ニュージーランドトロフィーを優勝した無敗馬カレンブラックヒル、毎日杯2着のオール連対馬マウントシャスタには及ばず単勝オッズ7.4倍の3番人気だった。
外枠から先行し、逃げるカレンブラックヒルを追う4、5番手を確保して直線で末脚を発揮した。カレンブラックヒルには及ばず、逃げ切りと独走を許した。それでも横一線に広がる接戦となった2着争いにしがみつき、クラレントやオリービンなどに小差で先着。カレンブラックヒルに3馬身半差の2着を確保した。ウィリアムズは「勝った馬はグレートだが、この馬もベリーグッドと言ってもいい」と回顧していた。
続いて5月27日、クラシック第2戦最高峰の東京優駿（日本ダービー）（GI）では武豊と参戦した。8番人気の支持で、後方追走止まりの13着だった。ダービーの後は、放牧に出されていたが、しばらくして右前脚浅屈腱炎が判明し、長期離脱となった。
ダービーからおよそ1年7か月が経過して5歳、2014年1月の大和ステークス（OP）で復帰するも最下位敗退。それから夏までに3戦するもいずれも下位に敗退した。それでも小休止を挟んで秋初戦、オーロカップ（OP）にて優勝のダノンプログラマーに肉薄する4着となり、久々の上位となった。
さらに年をまたいで6歳、2015年は、ニューイヤーステークス（OP）で始動し9着だった。続いて2月8日の東京新聞杯（GIII）に柴山雄一と参戦し、9番人気だった。スタートから後方を追走した後、直線で大外に持ち出して末脚を発揮。伸びあぐねる内側の馬をまとめてかわして上位に進出。先に抜け出した3番人気ヴァンセンヌに並びかけながら決勝線を通過したが、ヴァンセンヌをクビ差だけ捉えられなかった。それでも重賞2着となり、久々の重賞好走を成し遂げた。
続いて5月10日、新潟大賞典（GIII）に、津村明秀とともに6番人気で参戦した。スタートから再び後方をした後、内側を突いてコーナーワークで上位に進出。先に抜け出したダコールには敵わなかったが、外から追い込むナカヤマナイトに応戦し、ゴール板手前まで2着争いを繰り広げて、クビ差後れる3着となった。
重賞を連続で好走したアルフレードは、その後は夏競馬に挑み、七夕賞（GIII）と新潟記念（GIII）に出走したが着順を下げて敗退し、再び脚部不安をきたして長期離脱となった。現役を諦めず、年をまたいで7歳、2016年はエプソムカップで復帰を目指したが、その直前に左前脚浅屈腱炎を発症し引退に追い込まれた。6月2日付で日本中央競馬会の競走馬登録を抹消された。

### 競技馬時代

#### 7歳ｰ9歳（2016年-18年）
競走馬引退後は、北海道のノーザンホースパークに移動し休養。去勢されたのち乗馬としてのリトレーニングを受ける。同パークのスタッフで帯広畜産大学馬術部コーチである広瀬春行により学生でも乗ることができる気性面の良さ、障害に向かっていく勇気、走行のバランスなど競技馬としての能力を見込まれ帯広畜産大学で総合馬術競技馬となる。

#### 10歳ｰ14歳（2019年-23年）
2019年より全日本学生馬術大会に出場。競技馬名を「柏狼」とし、2019,20年に全日本学生賞典総合馬術競技団体4位、2022,23年で団体3位の成績を収めている。

## 競走成績
以下の内容は、netkeiba.com並びにJBISサーチの情報に基づく。
| 競走日     | 競馬場 | 競走名           | 格      | 距離 （馬場） | 頭 数 | 枠 番 | 馬 番 | オッズ （人気） | 着順 | タイム （上り3F） | 着差 | 騎手           | 斤量 [kg] | 1着馬 （2着馬）      | 馬体重 [kg] |
| ---------- | ------ | ---------------- | ------- | ------------- | ----- | ----- | ----- | --------------- | ---- | ----------------- | ---- | -------------- | --------- | -------------------- | ----------- |
| 2011.09.25 | 中山   | 2歳新馬          |         | 芝1600m（良） | 13    | 6     | 8     | 02.20（1人）    | 01着 | 01:38.0（34.1）   | -0.1 | 松岡正海       | 54        | （トーセンオーラ）   | 530         |
| 0000.10.29 | 新潟   | きんもくせい特別 | 500万下 | 芝1600m（良） | 10    | 4     | 4     | 02.10（1人）    | 01着 | 01:36.6（32.5）   | -0.2 | 吉田隼人       | 55        | （ドリームトレイン） | 520         |
| 0000.12.18 | 中山   | 朝日杯FS         | GI      | 芝1600m（良） | 16    | 2     | 3     | 03.10（1人）    | 01着 | 01:33.4（35.3）   | -0.3 | C.ウィリアムズ | 55        | （マイネルロブスト） | 524         |
| 2012.03.18 | 中山   | スプリングS      | GII     | 芝1800m（重） | 14    | 7     | 11    | 04.90（2人）    | 12着 | 01:52.8（37.3）   | -2.1 | 松岡正海       | 56        | グランデッツァ       | 518         |
| 0000.05.06 | 東京   | NHKマイルC       | GI      | 芝1600m（良） | 18    | 8     | 17    | 07.40（3人）    | 02着 | 01:35.1（34.9）   | -0.6 | C.ウィリアムズ | 57        | カレンブラックヒル   | 516         |
| 0000.05.27 | 東京   | 東京優駿         | GI      | 芝2400m（良） | 18    | 8     | 18    | 32.50（8人）    | 13着 | 02:25.1（34.7）   | -1.3 | 武豊           | 57        | ディープブリランテ   | 520         |
| 2014.01.11 | 京都   | 大和S            | OP      | ダ1400m（稍） | 16    | 1     | 2     | 21.30（8人）    | 16着 | 01:25.1（37.9）   | -2.3 | 松岡正海       | 56        | マルカフリート       | 550         |
| 0000.03.16 | 中山   | 東風S            | OP      | 芝1600m（良） | 16    | 7     | 13    | 11.50（6人）    | 06着 | 01:35.3（35.3）   | -0.4 | 松岡正海       | 56        | シャイニープリンス   | 538         |
| 0000.05.17 | 東京   | 京王杯SC         | GII     | 芝1400m（良） | 15    | 7     | 13    | 21.00（9人）    | 10着 | 01:20.6（34.8）   | -0.9 | C.ウィリアムズ | 56        | レッドスパーダ       | 538         |
| 0000.06.29 | 東京   | パラダイスS      | OP      | 芝1400m（稍） | 13    | 5     | 6     | 08.20（6人）    | 11着 | 01:23.4（34.4）   | -0.9 | 大野拓弥       | 57        | ミトラ               | 534         |
| 0000.11.16 | 東京   | オーロC          | OP      | 芝1400m（良） | 17    | 4     | 8     | 46.3（12人）    | 04着 | 01:20.3（33.2）   | -0.1 | 吉田豊         | 56        | ダノンプログラマー   | 548         |
| 2015.01.17 | 中山   | ニューイヤーS    | OP      | 芝1600m（良） | 16    | 5     | 10    | 05.60（2人）    | 09着 | 01:34.5（35.2）   | -0.6 | 吉田豊         | 57        | コスモソーンパーク   | 552         |
| 0000.02.08 | 東京   | 東京新聞杯       | GIII    | 芝1600m（稍） | 16    | 7     | 13    | 36.90（9人）    | 02着 | 01:35.7（34.3）   | -0.0 | 柴山雄一       | 56        | ヴァンセンヌ         | 548         |
| 0000.05.10 | 新潟   | 新潟大賞典       | GIII    | 芝2000m（良） | 16    | 3     | 5     | 11.00（6人）    | 03着 | 01:59.8（32.7）   | -0.2 | 津村明秀       | 56        | ダコール             | 552         |
| 0000.07.12 | 福島   | 七夕賞           | GIII    | 芝2000m（良） | 16    | 1     | 2     | 06.70（3人）    | 05着 | 01:58.5（34.5）   | -0.3 | 北村宏司       | 56        | グランデッツァ       | 550         |
| 0000.09.06 | 新潟   | 新潟記念         | GIII    | 芝2000m（稍） | 18    | 6     | 12    | 07.80（5人）    | 07着 | 01:59.0（33.9）   | -0.8 | 柴山雄一       | 56        | パッションダンス     | 548         |

## 競技成績
| 開催日     | 大会名             | 競技名                               | 競技課目        | 頭 数 | 出 番 | 順位 | 競技成績   | 騎乗者     | 所属         | 開催地                 | 出典   |
| ---------- | ------------------ | ------------------------------------ | --------------- | ----- | ----- | ---- | ---------- | ---------- | ------------ | ---------------------- | ------ |
| 2019.11.03 | 全日本学生馬術大会 | 全日本学生M-D障害馬術競技            | 中障害飛越競技D | 34    | 33    | 02位 | 0(55.14秒) | 瀬之口小夏 | 帯広畜産大学 | 三木ホースランドパーク | [ 43 ] |
| 2019.11.05 | 全日本学生馬術大会 | 第62回全日本学生賞典総合馬術競技大会 | EV100           | 70    | 63    | 29位 | 82.6       | 瀬之口小夏 | 帯広畜産大学 | 三木ホースランドパーク | [ 44 ] |
| 2020.11.03 | 全日本学生馬術大会 | 第63回全日本学生賞典総合馬術競技大会 | EV90            | 69    | 30    | 16位 | 45.7       | 岡本優     | 帯広畜産大学 | 山梨県馬術競技場       | [ 45 ] |
| 2022.08.26 | 北日本学生馬術大会 | 標準中障害D                          | 中障害飛越競技D | 14    | 11    | 06位 | 8(60.19秒) | 宮竹秀一朗 | 帯広畜産大学 | 南相馬市馬事公苑       |        |
| 2022.08.28 | 北日本学生馬術大会 | 北日本学生賞典総合馬術競技           |                 | 15    | 09    | 05位 | 70.3       | 宮竹秀一朗 | 帯広畜産大学 | 南相馬市馬事公苑       |        |
| 2022.11.06 | 全日本学生馬術大会 | 第65回全日本学生賞典総合馬術競技大会 |                 | 67    | 23    | 21位 | 56.7       | 宮竹秀一朗 | 帯広畜産大学 | 三木ホースランドパーク | [ 46 ] |
| 2023.08.16 | 北日本学生馬術大会 | 北日本学生賞典総合馬術競技大会       |                 | 19    | 4     | 10位 | 57.5       | 武田さくら | 帯広畜産大学 | ノーザンホースパーク   |        |
| 2023.11.06 | 全日本学生馬術大会 | 第66回全日本学生賞典総合馬術競技大会 | EV100           | 66    | 44    | 21位 | 51.6       | 武田さくら | 帯広畜産大学 | 三木ホースランドパーク | [ 48 ] |

## 血統
| アルフレードの血統                 | アルフレードの血統                    | アルフレードの血統       | （血統表の出典）         | （血統表の出典）  |
| 父系                               | ロベルト系                            | ロベルト系               | ロベルト系               | [ § 2 ]           |
| 父 *シンボリクリスエス 1999 黒鹿毛 | 父の父Kris S. 1977 黒鹿毛             | Roberto                  | Hail to Reason           | Hail to Reason    |
| 父 *シンボリクリスエス 1999 黒鹿毛 | 父の父Kris S. 1977 黒鹿毛             | Roberto                  | Bramalea                 |                   |
| 父 *シンボリクリスエス 1999 黒鹿毛 | 父の父Kris S. 1977 黒鹿毛             | Sharp Queen              | Princequillo             | Princequillo      |
| 父 *シンボリクリスエス 1999 黒鹿毛 | 父の父Kris S. 1977 黒鹿毛             | Sharp Queen              | Bridgework               |                   |
| 父 *シンボリクリスエス 1999 黒鹿毛 | 父の母Tee Kay 1991 黒鹿毛             | Gold Meridian            | Seattle Slew             | Seattle Slew      |
| 父 *シンボリクリスエス 1999 黒鹿毛 | 父の母Tee Kay 1991 黒鹿毛             | Gold Meridian            | Queen Louie              |                   |
| 父 *シンボリクリスエス 1999 黒鹿毛 | 父の母Tee Kay 1991 黒鹿毛             | Tri Argo                 | Tri Jet                  | Tri Jet           |
| 父 *シンボリクリスエス 1999 黒鹿毛 | 父の母Tee Kay 1991 黒鹿毛             | Tri Argo                 | Hail Proudly             |                   |
| 母 プリンセスカメリア 2001 栗毛    | 母の父*サンデーサイレンス 1986 青鹿毛 | Halo                     | Hail to Reason           | Hail to Reason    |
| 母 プリンセスカメリア 2001 栗毛    | 母の父*サンデーサイレンス 1986 青鹿毛 | Halo                     | Cosmah                   |                   |
| 母 プリンセスカメリア 2001 栗毛    | 母の父*サンデーサイレンス 1986 青鹿毛 | Wishing Well             | Understanding            | Understanding     |
| 母 プリンセスカメリア 2001 栗毛    | 母の父*サンデーサイレンス 1986 青鹿毛 | Wishing Well             | Mountain Flower          |                   |
| 母 プリンセスカメリア 2001 栗毛    | 母の母ラトラヴィアータ 1994 栗毛      | サクラユタカオー         | *テスコボーイ            | *テスコボーイ     |
| 母 プリンセスカメリア 2001 栗毛    | 母の母ラトラヴィアータ 1994 栗毛      | サクラユタカオー         | アンジェリカ             |                   |
| 母 プリンセスカメリア 2001 栗毛    | 母の母ラトラヴィアータ 1994 栗毛      | サクラハゴロモ           | *ノーザンテースト        | *ノーザンテースト |
| 母 プリンセスカメリア 2001 栗毛    | 母の母ラトラヴィアータ 1994 栗毛      | サクラハゴロモ           | *クリアアンバー          |                   |
| 母系(F-No.)                        | 4号族(FN:4-m)                         | 4号族(FN:4-m)            | 4号族(FN:4-m)            | [ § 3 ]           |
| 5代内の近親交配                    | Hail to Reason 4×4=12.5%              | Hail to Reason 4×4=12.5% | Hail to Reason 4×4=12.5% | [ § 4 ]           |
| 出典                               | 1. 2. 3. 4.                           | 1. 2. 3. 4.              | 1. 2. 3. 4.              | 1. 2. 3. 4.       |